# Ladislav Šulák
Ladislav Šulák (* 7. srpna 1967) je bývalý český fotbalový záložník. Jeho mladší bratr Radomír byl taktéž prvoligovým fotbalistou.

## Hráčská kariéra
V nejvyšší soutěži hrál za FC Karviná, kde působil i ve druhé lize. Druhou ligu hrál také za Třinec. Na vojně hrál za VTJ Karlovy Vary. Na začátku 3. tisíciletí nastupoval za FK Český Těšín, s nímž vybojoval postup do Divize E.

## Ligová bilance
| Ročník                               | Zápasy | Góly | Minuty | Klub             |
| ------------------------------------ | ------ | ---- | ------ | ---------------- |
| Česká národní fotbalová liga 1985/86 | 1      | 0    | –      | TŽ Třinec        |
| Česká národní fotbalová liga 1986/87 | 5      | 0    | –      | TŽ Třinec        |
| 2. česká fotbalová liga 1993/94      | –      | 0    | –      | Železárny Třinec |
| 2. česká fotbalová liga 1994/95      | –      | 2    | –      | Železárny Třinec |
| 2. česká fotbalová liga 1995/96      | 27     | 2    | –      | FC Karviná       |
| 1. česká fotbalová liga 1996/97      | 24     | 1    | 2 007  | FC Karviná       |
| 2. česká fotbalová liga 1997/98      | 18     | 1    | –      | FC Karviná       |
| 1. česká fotbalová liga 1998/99      | 28     | 1    | 2 304  | FC Karviná       |
| 2. česká fotbalová liga 1999/00      | 15     | 0    | –      | Železárny Třinec |
| CELKEM 1. LIGA                       | 52     | 1    | 4 311  |                  |